# Last Minute Baby
Last Minute Baby (Originaltitel: Miss Conception) ist eine Filmkomödie aus dem Jahr 2008. Regie führte Eric Styles, das Drehbuch schrieb Camilla Leslie.

## Handlung
Die in London lebende 34-jährige Georgina Salt macht Schluss mit ihrem Freund Zak. Sie erfährt, dass sie in wenigen Wochen unfruchtbar sein wird, was an einer in ihrer Familie häufigen Krankheit liegt. Daraufhin sucht sie hastig einen Mann, der sie befruchten würde. Ihre Freundin Clem hilft ihr bei der Suche und berät sie später bei den Versuchen, die Gunst von Justin zu gewinnen. Währenddessen sucht Salt im Internet einen Samenspender.

## Kritiken
Carina Chocano schrieb in der Los Angeles Times vom 6. Juni 2008, der Film leide unter einem mangelhaften Drehbuch und den uninspirierten Darstellungen. Er wirke wie eine „erweiterte Sitcom“.
Peter Debruge schrieb in der Zeitschrift Variety vom 3. Juni 2008, der Film sei fehlbesetzt und schlecht konzipiert („miscast and miscalculated“) sowie vorhersehbar. Er zeige die am wenigsten glaubwürdige Sicht der Schwangerschaft seit Junior mit Arnold Schwarzenegger.

## Hintergrund
Der Film wurde in London und in Nordirland gedreht, der Arbeitstitel lautete Buy Borrow Steal. Seine Produktionskosten betrugen schätzungsweise sechs Millionen US-Dollar. Die Weltpremiere fand am 8. Februar 2008 auf dem European Film Market der 58. Berlinale statt. Es folgten Aufführungen auf dem Miami Film Festival im März 2008 und dem Belfast Film Festival im April 2008. In den Vereinigten Staaten erfolgte eine Kinoaufführung nur in ausgewählten Kinos im Juni 2008 in Los Angeles, der US-DVD-Start war am 5. August 2008. In Deutschland erschien die DVD am 11. Juni 2009.